# Francisco Navarro Alvarado
Francisco Navarro Alvarado (Nandaime, ? - Managua, 17 de agosto de 1949) fue un político nicaragüense que ejerció el cargo de vicepresidente de Nicaragua desde enero de 1937 hasta marzo de 1939, bajo la presidencia de Anastasio Somoza García. Fue elegido en las elecciones de 1936 y perdió el cargo cuando se abolió la vicepresidencia en 1939.

## Biografía
Nacido en Nandaime en fecha desconocida, residió en Matagalpa, donde cultivó café. Navarro se casó con Lucia Richardson, hija de William Blaney Richardson y Rosaura Ojeda, y tía del gobernador de Nuevo México, Estados Unidos, Bill Richardson.
El 1 de enero de 1937 tomó posesión de su cargo, junto con Somoza García. La constitución que entró en vigor el 23 de marzo de 1939 abolió su cargo.
Su hijo Ernesto "Tito" Navarro Richardson fue ministro del Trabajo en el gobierno de Anastasio Somoza Debayle. Su nieto Alejandro Fiallos Navarro fue presidente ejecutivo de la Empresa Portuaria Nacional, la autoridad portuaria de Nicaragua. El hermano de Alejandro, Francisco, fue embajador de Nicaragua en los Estados Unidos a principios de la década de 1980.
Murió el 17 de agosto de 1949 en Managua. El Congreso Nacional decretó 3 días de duelo.